# Дейвіцька (станція метро)
50°06′02″ пн. ш. 14°23′31″ сх. д. / 50.10056° пн. ш. 14.39194° сх. д.
«Дейвіцька» (чеськ. Dejvická) — станція Празького метрополітену. Розташована на лінії A, розташована між станціями Боржиславка і Градчанська. Була кінцевою до 6 квітня 2015.
Введена 12 серпня 1978 року, раніше мала назву «Ленінова» (на честь Леніна) (до 22 лютого 1990). Сучасна назва походить з назви історичного району Праги Дейвіце.
Станція має виходи до Європейського проспекту (чеськ. Evropská) та Вітєзне Намнєсті (Площі Перемоги) (чеськ. Vítězné náměstí).
Східний зал станції був оздоблений бюстом Леніна та віршами Володимира Маяковського, що були демонтовані після Оксамитової революції. Будівельні витрати на станцію становили 301 мільйон крон.

## Характеристика станції
Однопрогінна станція мілкого закладення з прямою острівною платформою. Глибина закладення - 11 м
Станція сконструйована як довготривала кінцева станція. Роль кінцевої «Дейвіцька» зберегла з моменту спорудження до квітня 2015. Довжина станції, включаючи ці колії, становить 301 м. З платформи, ведуть два виходи — кожен в окремий вестибюль, причому ці вестибюлі з'єднані пасажем, який проходить над платформою. Станція декорована різнокольоровими вертикальними керамічними плитками.
На станції встановлено один ліфт між платформою і вестибюлем з пасажем (у східній частині платформи), і два ліфти між пасажем і поверхнею — один посередині пасажу під зупинкою автобусів у бік аеропорту, другий — в західній частині станції під Банскобистрицькій вулицею. Ескалаторами обладнаний тільки західний вхід на платформу.

## Колійний розвиток
Станція з колійним розвитком - 6 стрілочних переводів, перехресний з'їзд, 2 станційних колії для обороту та відстою рухомого складу і 2 колії для відстою рухомого складу.

## Галерея

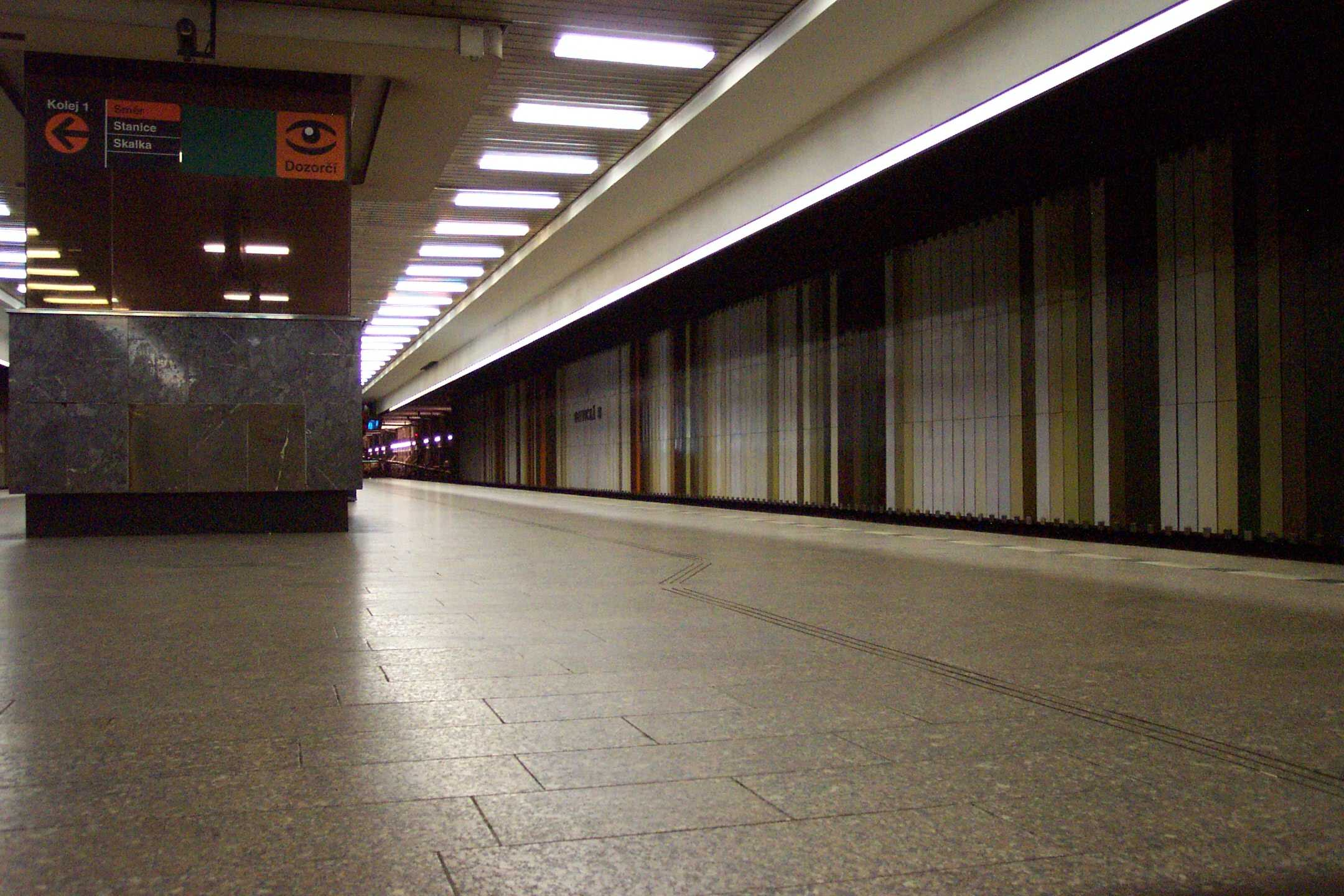
Перон
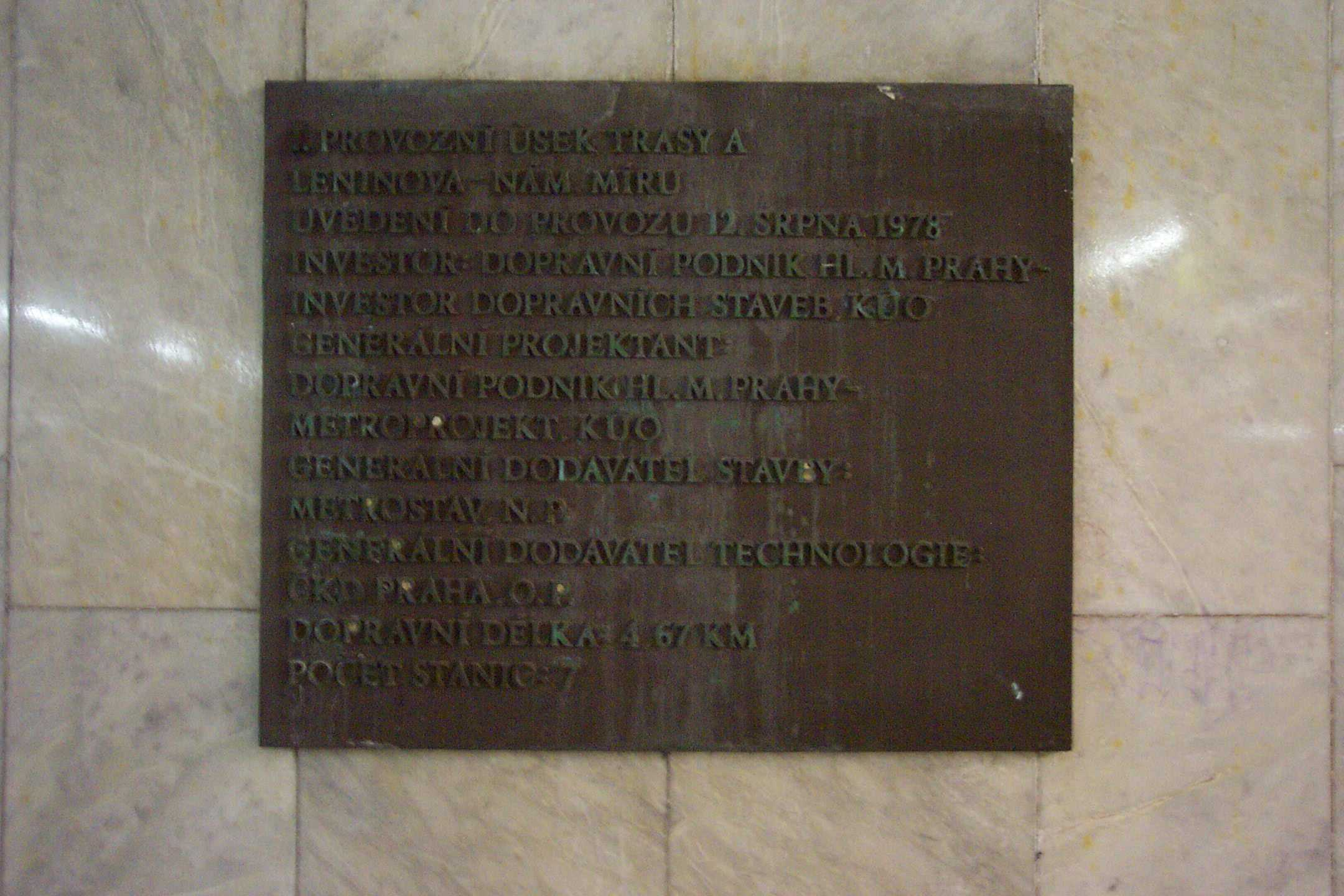
Пам'ятна дошка про відкриття першої черги лінії A, 12 серпня 1978
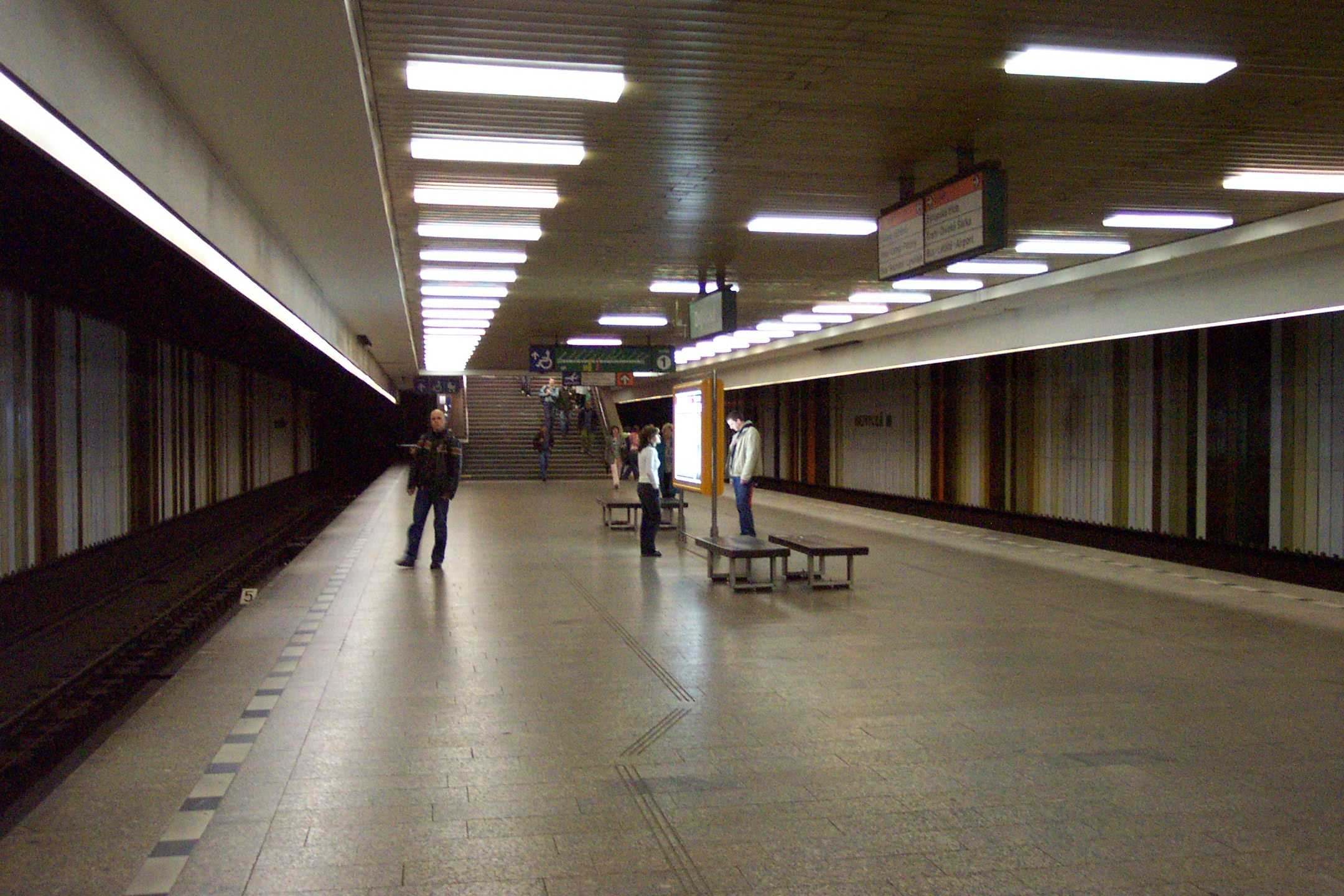
Перон
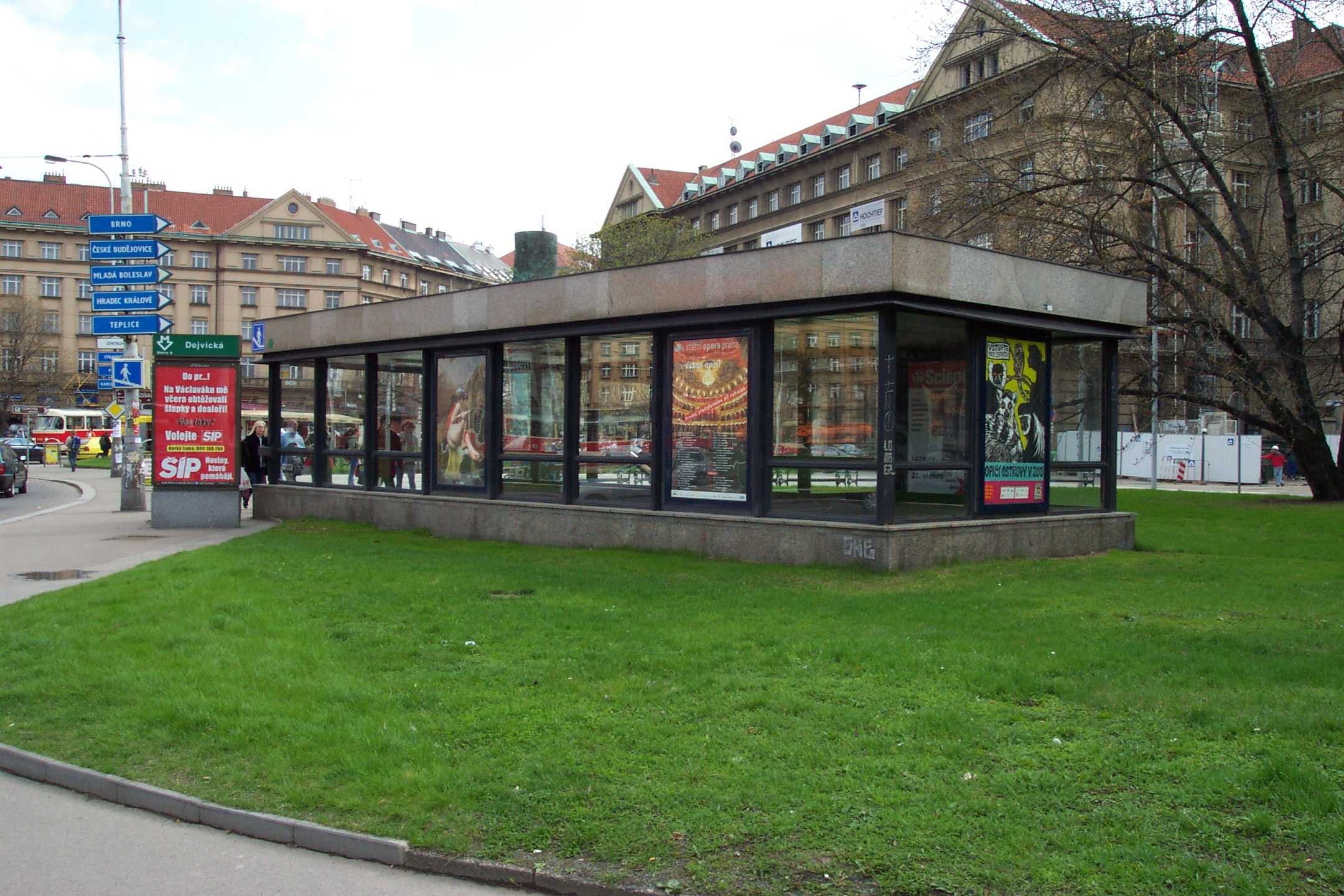
Вхід до станції з Вітєзне Намнєсті
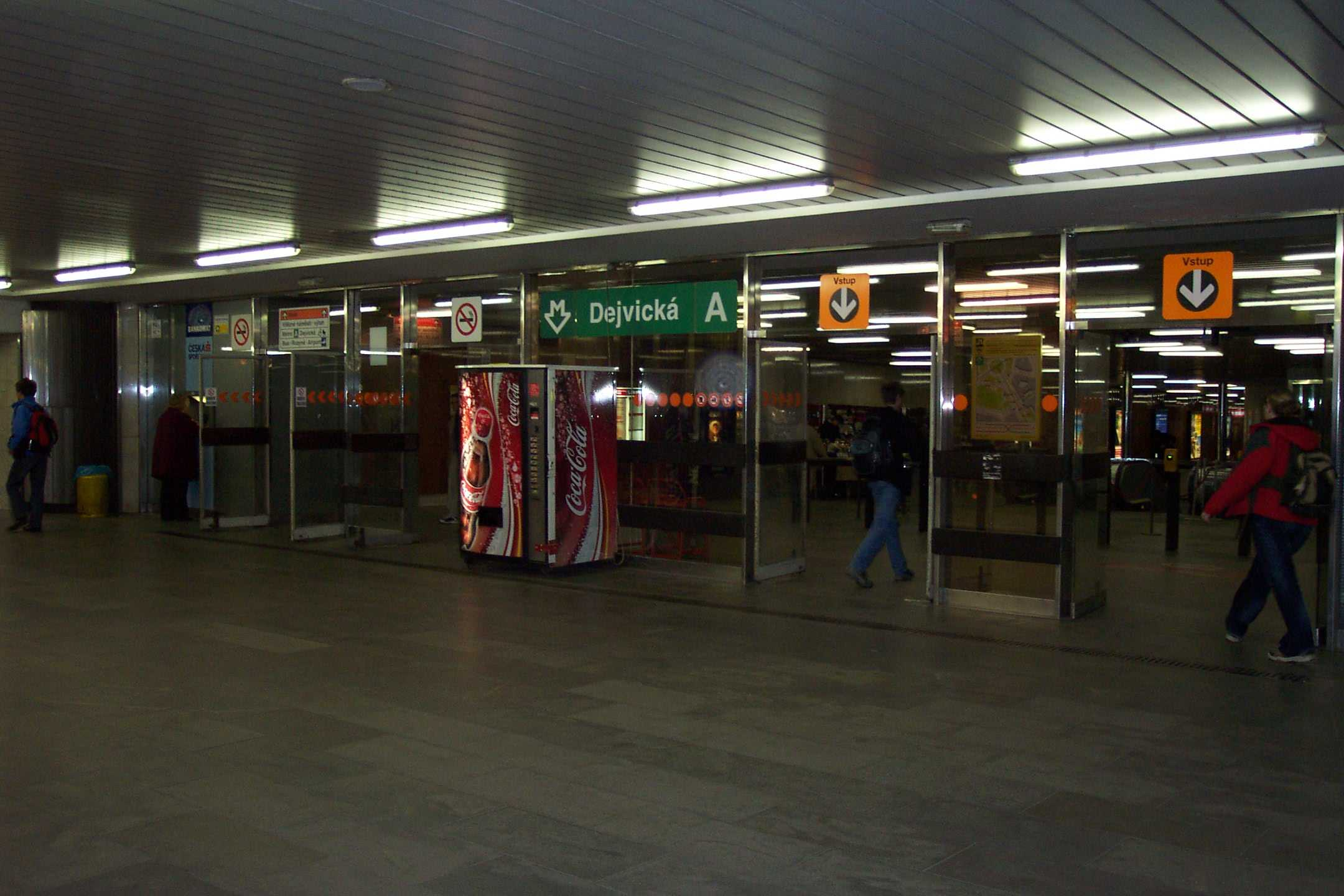
Вестібюль станції
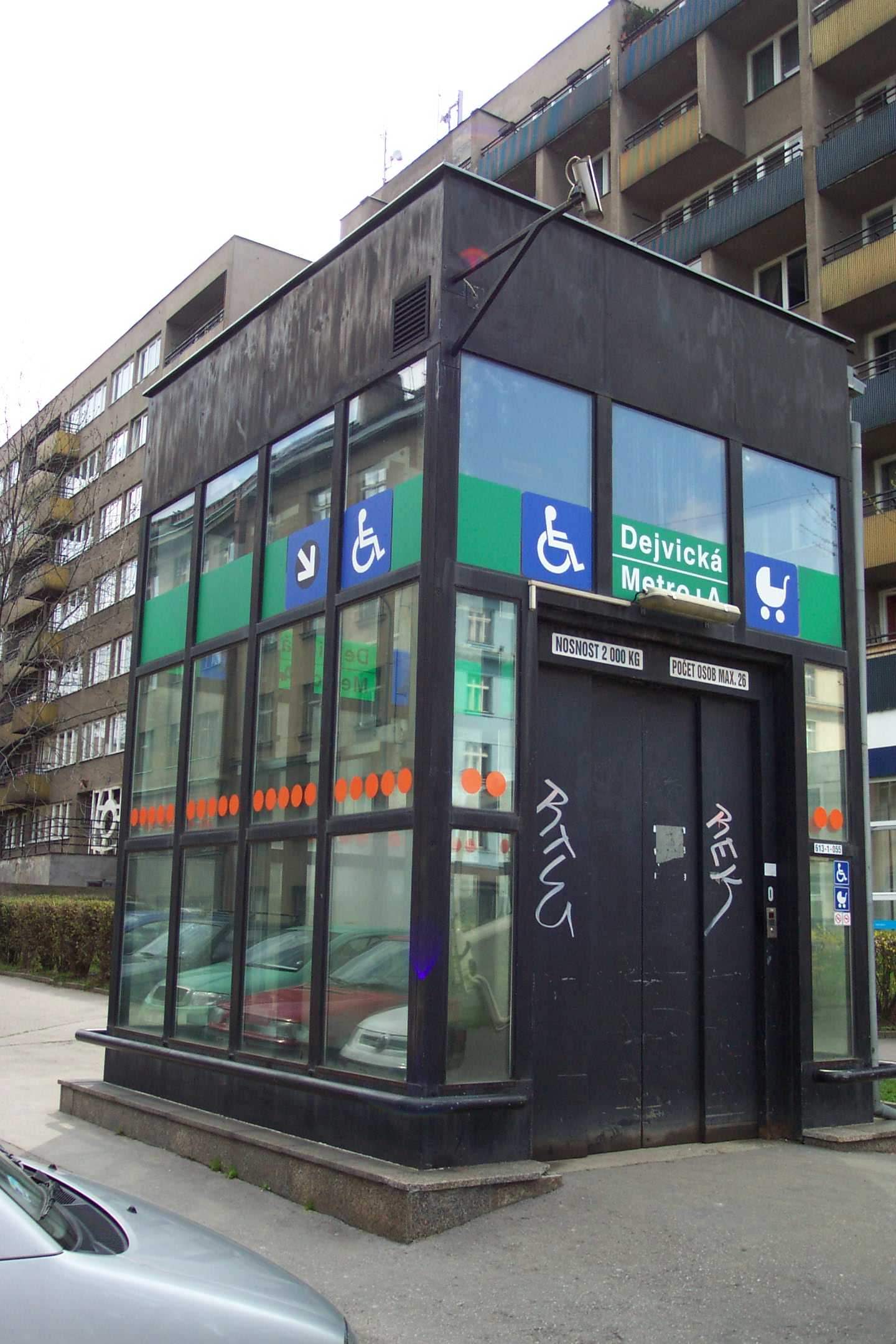
Ліфти для людей з обмеженими можливостями пересування
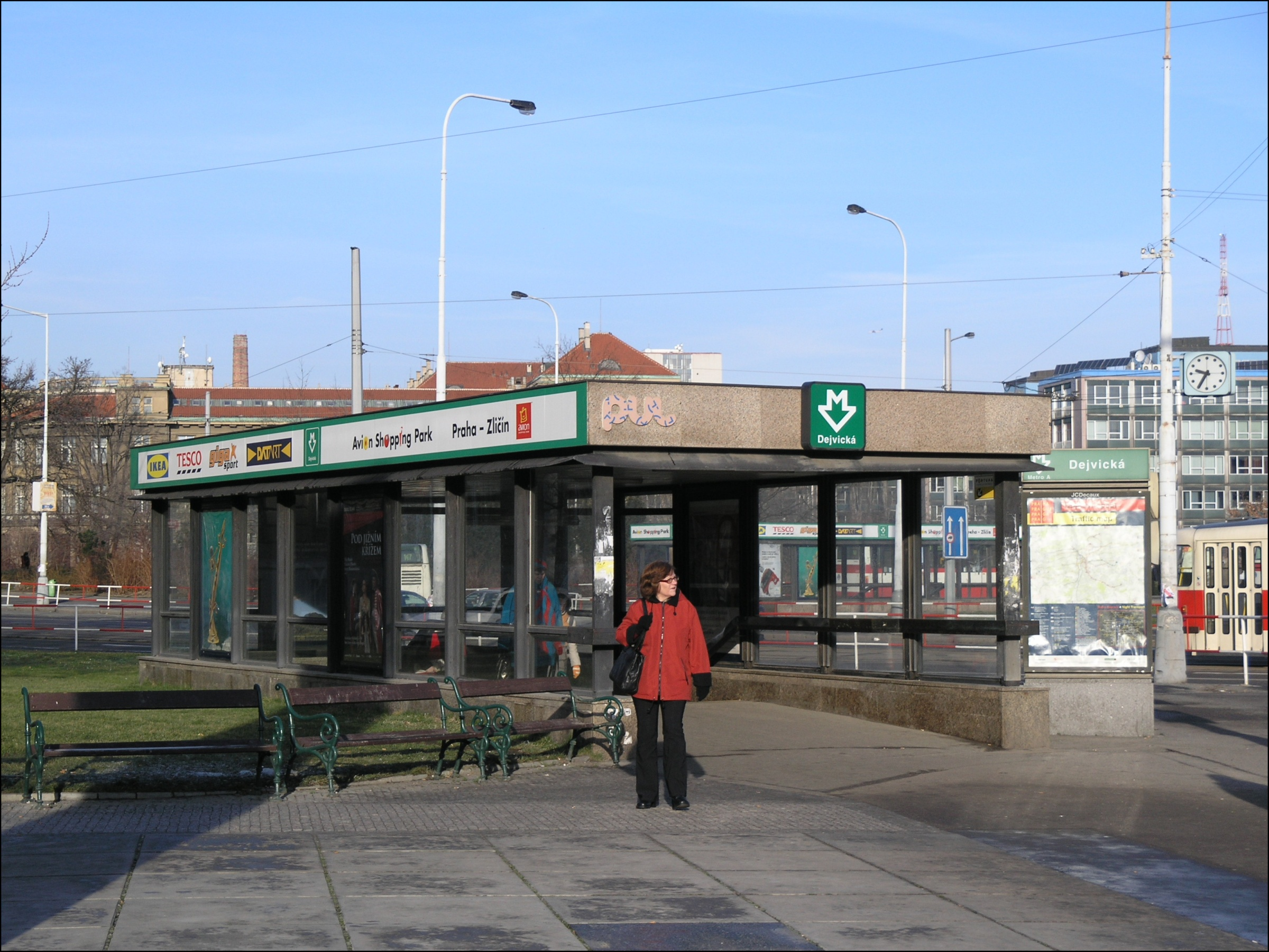
Вхід до станції